# 毛德站
毛德站（：／ Modeok yeok */?）是釜山地鐵2號線沿線的一座地下車站，位於韓國釜山廣域市沙上区德浦洞，车站因位于毛羅站和德浦站间而得名。

## 車站結構
站體為2面2線側式月台的地下車站，候車月台設有月台幕門，並有4處出口。

### 月台配置
| 德浦 ↑ |
| \| 上  |
| ↓ 毛羅 |

| 月台 | 路線               | 目的地                             |
| ---- | ------------------ | ---------------------------------- |
| 上行 | ●釜山都市铁道2号线 | 沙上、西面、大淵、金蓮山、萇山方向 |
| 下行 | ●釜山都市铁道2号线 | 德川、湖浦、梁山方向               |

## 歷史
- 1999年6月30日：落成啟用。

## 車站周邊
- 釜山北部地方勞動支廳
- 釜山調理高校
- 大德女子高校
- 德浦電信局
- 沙上工業園區
- 韓國電力公社毛羅變電所

## 相鄰車站
釜山交通公社
●釜山都市铁道2号线
德浦（228）－毛德（229）－毛羅（230）